# Graceful
Die Graceful (russisch: Грейсфул)  ist eine Megayacht mit fünf Decks, die nach internationalen Pressemeldungen dem russischen Präsidenten Wladimir Putin zuzurechnen ist.

## Entwicklung
Im Jahr 2010 soll die Blohm + Voss Repair GmbH eine Anfrage erreicht haben, ob das Unternehmen „ein Neubauprojekt übernehmen und mit größtmöglicher Geschwindigkeit fertigstellen“ könne. Der 70 m lange Schiffsrumpf war von der russischen Sewmasch-Werft bereits fertiggestellt worden, musste jedoch um Norwegen herum nach Hamburg geschleppt werden. Vor den Lofoten ging die Verbindung zwischen Schlepper und Yachtrumpf verloren. Der Rumpf trieb auf einen Felsen und wurde dadurch weitgehend unbrauchbar. Auf Wunsch des Auftraggebers wurde der Totalschaden dennoch nach Hamburg geschleppt. Um die Gültigkeit der vorhandenen Zertifikate zu erhalten, wurden 50 Tonnen Stahl des Wracks wiederverwendet und der Rumpf um 12 m verlängert. Bis zum Stapellauf 2014 wurde die Yacht prinzipiell von Grund auf neu aufgebaut. Die Aufbauten auf dem Stahlrumpf sind aus Aluminium.

## Ausstattung
Das Interieur wurde von dem Londoner Unternehmen „H2 Yacht Design“ gestaltet. Zu der Ausstattung gehört mit einer Fläche von 15 m × 3 m und einem Fassungsvermögen von 83 m³ einer der größten Indoor-Pools, die zu dieser Zeit in eine Yacht eingebaut wurden. Es wurde ein Indoor-Pool gewählt, da die Graceful öfter in Regionen unterwegs sein würde, wo das Klima etwas kälter sei. Im „Party-Modus“ lässt sich der Poolboden nach oben verschieben, so dass eine Tanzplattform entsteht.
Bis zu zwölf Gäste können an Bord der Graceful in sechs Kabinen untergebracht werden. Sie bietet zudem Platz für 14 Besatzungsmitglieder in sieben Kabinen, einschließlich des Kapitäns des Schiffes. Auf dem Oberdeck befindet sich ein Hubschrauberlandeplatz. Die Reichweite des Fünfdeckers gibt Blohm + Voss mit 6.000 Seemeilen (ca. 11.000 km) an.

## Eigner
Die internationale Presse geht davon aus, dass Wladimir Putin Eigner der Graceful ist. Der Journalist Stefan Paulsen von der FAZ schreibt dazu: „Die Behauptung, dass die Yacht Putin zuzurechnen ist, hat als Grundlage ein sogenanntes Schwarmwissen.“
In internationalen Registern wird der Name des Eigentümers nicht genannt. Die Besatzung der unter russischer Flagge fahrenden Yacht arbeitet im Auftrag des Eigentümers von „SCF Management Services“ aus Zypern. Dasselbe Unternehmen ist als Betreiber des Schiffes aufgeführt und ist eine Tochtergesellschaft der „SCF Management Services Dubai“. Dieses Unternehmen wiederum gehört dem russischen Reeder, Betreiber und Manager „PAO Sovcomflot“ aus Sankt Petersburg.
Im Mai 2021 empfing Putin den belarussischen Präsidenten Aljaksandr Lukaschenka auf der Graceful im Schwarzen Meer. Die Yacht wurde ab September 2021 bei Blohm + Voss in Hamburg überholt. Dabei sollen unter anderem zwei Balkone installiert, das Unterboot gereinigt und die Motoren überholt worden sein. In Hamburg lag die Graceful Bug-an-Bug mit der im Bau befindlichen und lediglich 7 m längeren deutschen Korvette Emden.
Kurz vor dem russischen Überfall auf die Ukraine im Februar 2022, am 7. Februar 2022 um 07:12 Uhr, verließ die Luxusyacht das Hamburger Werftdock.
Die Graceful wurde über den Nord-Ostsee-Kanal und anschließend an Rügen vorbei in Richtung Russland gebracht. Der Hafen von Kaliningrad war dann die letzte bekannte Position der Yacht.
Es wird allgemein davon ausgegangen, dass der überhastete Abzug der Yacht erfolgte, um möglichen Sanktionen gegen Putin zu entgehen.
Der Wert der Yacht wird auf ca. 100 Mio. US-Dollar geschätzt. Die jährlichen Betriebskosten liegen – wie bei Superyachten üblich – im Bereich von 5 bis 10 % des Kaufpreises.